# إن إم سي هيلث
مجموعة مستشفيات المركز الطبي الجديد - إن إم سي هيلث (New Medical Center - NMC Health) هي سلسلة مستشفيات ومراكز رعاية صحية في الإمارات العربية المتحدة. يقع مقرها الرئيسي في أبو ظبي ولها عدة فروع في الإمارات (4 في أبو ظبي، 3 في دبي، 1 في الشارقة، 1 في العين، 2 في رأس الخيمة، 1 في عجمان).

## المستشفيات والمراكز التابعة
- 4 في أبو ظبي.[2]
- 3 في دبي.[3]
- 1 في الشارقة.[4]
- 1 في العين.[5]
- 2 في رأس الخيمة.[6]
- 1 في عجمان.[7]

## أزمة الديون
- أزمة الديون في 2020.[8]
- التخارج من السوق السعودية ببيعها 53% من "السعودية للرعاية الطبية".[9]

## أنظر أيضاً
- بيور هيلث القابضة
- إم 42
- ميديكلينيك إنترناشونال
- مجموعة مستشفيات ثومبي
- مجموعة مستشفيات الإمارات
- السعودي الألماني الصحية
- مستشفيات ومراكز مغربي